# Besøg på Decembervej
Besøg på Decembervej er en julekalender på DR fra 1968. Rammen er en dukkefilm med musen Magnus Tagmus, der blev introduceret året forinden i Kender du Decembervej?. Magnus kører rundt i sit tog i tagrenden og stopper hver aften ud for en lejlighed, hvor der bor en person. Denne person læser derpå en historie, der ikke er specielt relateret til julen. De fire personer, der på skift stoppes ved, er en bagerjomfru (spillet af Birgit Zinn), en legetøjsekspedient (Vigga Bro), en kunstner (Preben Neergaard) og "Lagerlarsen" (Jesper Langberg). Ud over disse figurer medvirker også de to nissedukker Snip og Snap, der lige som Magnus Tagmus var gengangere fra det foregående år.
Thorkild Demuth havde på baggrund af succesen med Kender du Decembervej? fået til opgave at lave denne julekalender. Han har selv udtalt, at skønt havde bedt om mere tid og flere penge, fik han ikke nok til at skabe en god historie, så skønt de fire skuespillere var med denne gang, var det materiale, de havde at arbejde med, ikke af tilstrækkelig god kvalitet. Bob Goldenbaum havde lavet musikken, der blev spillet af Harmoniorkesteret Kærne.